# Задарска
Задарска, Задарская жупания (хорв. Zadarska županija) — жупания Хорватии.
Административный центр жупании — город Задар.

## География и климат
Жупания включает в себя острова Дуги-Оток, Углян, Пашман и большую часть острова Паг, а также другие, небольшие острова (Вир, Олиб, Иж и другие). Здесь же находится национальный парк Пакленица.
Территория жупании составляет 7854 км², 3646 км² из которых — суша, что составляет 6,4 % общей площади Хорватии. Водное пространство составляет 3,632 км² (около 12 % территориальных вод), и 580 км² занимают более 300 островов (Задарский архипелаг). Протяженность береговой линии, включая острова — 1300 км².
Недалеко от города Биоград-на-Мору находится самое крупное природное озеро Хорватии — Вранское.

## Население
Жупанию населяют хорваты (93,30 %), сербы, албанцы, жители Боснии, итальянцы (по данным на 2001 год). Население составляет 4,5 % общего числа населения. 129 000 жителей населяют побережье, 21 000 — острова и 50 000 — внутреннюю территорию жупании.

### Города
- Задар
- Бенковац
- Биоград-на-Мору
- Нин
- Обровац
- Паг

### Общины
- Бибинье
- Галовац
- Грачац
- Ясенице
- Кали
- Колан — основана в 2003 году, отделена от Паг
- Куклица
- Лишане Островичке
- Новиград
- Пакоштане
- Пашман
- Полача
- Поличник
- Поседарье
- Повляне
- Преко
- Привлака
- Ражанац
- Сали
- Станковци
- Стариград
- Сукошан
- Свети-Филип-и-Яков
- Шкабрня
- Ткон
- Вир
- Врси
- Земуник-Доньи

## Экономика и промышленность
Одной из наиболее значимых отраслей экономики является туризм, обусловленный благоприятным географическим положением, мягким климатом, чистым морем и пляжами общей протяженностью 1300 км.

## Транспорт
Жупания играет большую роль в обеспечении транспортных перевозок между северной и южной Хорватией. Главная автострада жупании идет вдоль побережья Адриатического моря, пересекая всю жупанию.
Через жупанию также проходит железнодорожная ветка Загреб-Книн-Сплит с ответвлениями в Задар и Шибеник.
Реконструированный и модернизированный Задарский аэропорт осуществляет внутренние и международные рейсы.
Пассажирский и грузовой порт имеют мощность более одного миллиона тонн ежегодно.

## Достопримечательности
Жупания известна своими природными красотами. Среди них:
- национальный парк Пакленица на севере.
- национальные парки Северный Велебит, Крка и Корнаты на юге.
- природный парк Телашчица

Среди исторических достопримечательностей выделяется исторический центр города Задар.